# Cambarus strigosus
Espèce
Statut de conservation UICN

 DD  : Données insuffisantes
Cambarus strigosus est une espèce d'écrevisses appartenant à la famille des Cambaridae. Elle est endémique des États-Unis.